# Dračice
Dračice (německy Reißbach, dříve známá i jako Bystřice nebo Červený potok) je pravostranný přítok Lužnice, pramenící nedaleko obce Kunžak (katastrální území Kaproun) v jižních Čechách. Horní tok Dračice tvoří osu přírodního parku Česká Kanada. Délka toku činí 49,0 km. Plocha povodí měří 154,2 km². Říčka dvakrát překračuje státní hranici; do roku 1920 tvořil nejspodnější úsek část zemské hranice Čech a Dolních Rakous.

## Průběh toku
Od svého pramene teče jihozápadním směrem, protéká několika rybníky (Žišpašský rybník, Osika), osadou Albeř a městem Nová Bystřice. Zhruba dva kilometry jižně od Nové Bystřice opouští Českou republiku a vtéká do Rakouska. V Rakousku protéká Ličovem a u obce Gopprechts se otáčí na západ, opouští Rakousko a u Františkova se vrací do České republiky. U osady Klikov se vlévá do Lužnice, jako jeden z jejích hlavních přítoků.

## Vodní režim
Průměrný průtok v Klikově na 2,7 říčním kilometru činí 1,23 m³/s.
Hlásný profil:
| místo  | říční km | plocha povodí | průměrný průtok (Qa) | stoletá voda (Q100) |
| ------ | -------- | ------------- | -------------------- | ------------------- |
| Klikov | 2,69     | 153,49 km²    | 1,23 m³/s            | 63,0 m³/s           |